# Straszny Potok
Straszny Potok – potok, lewostronny dopływ Dunajca.
Potok spływa z południowych stoków Pienin Czorsztyńskich. Wypływa na wysokości około 730 m n.p.m. na południowych stokach Macelaka i płynie doliną pomiędzy Stronią i Cyrhlową Skałką, a następnie po zachodniej stronie Macelowej Góry i Białych Skał.

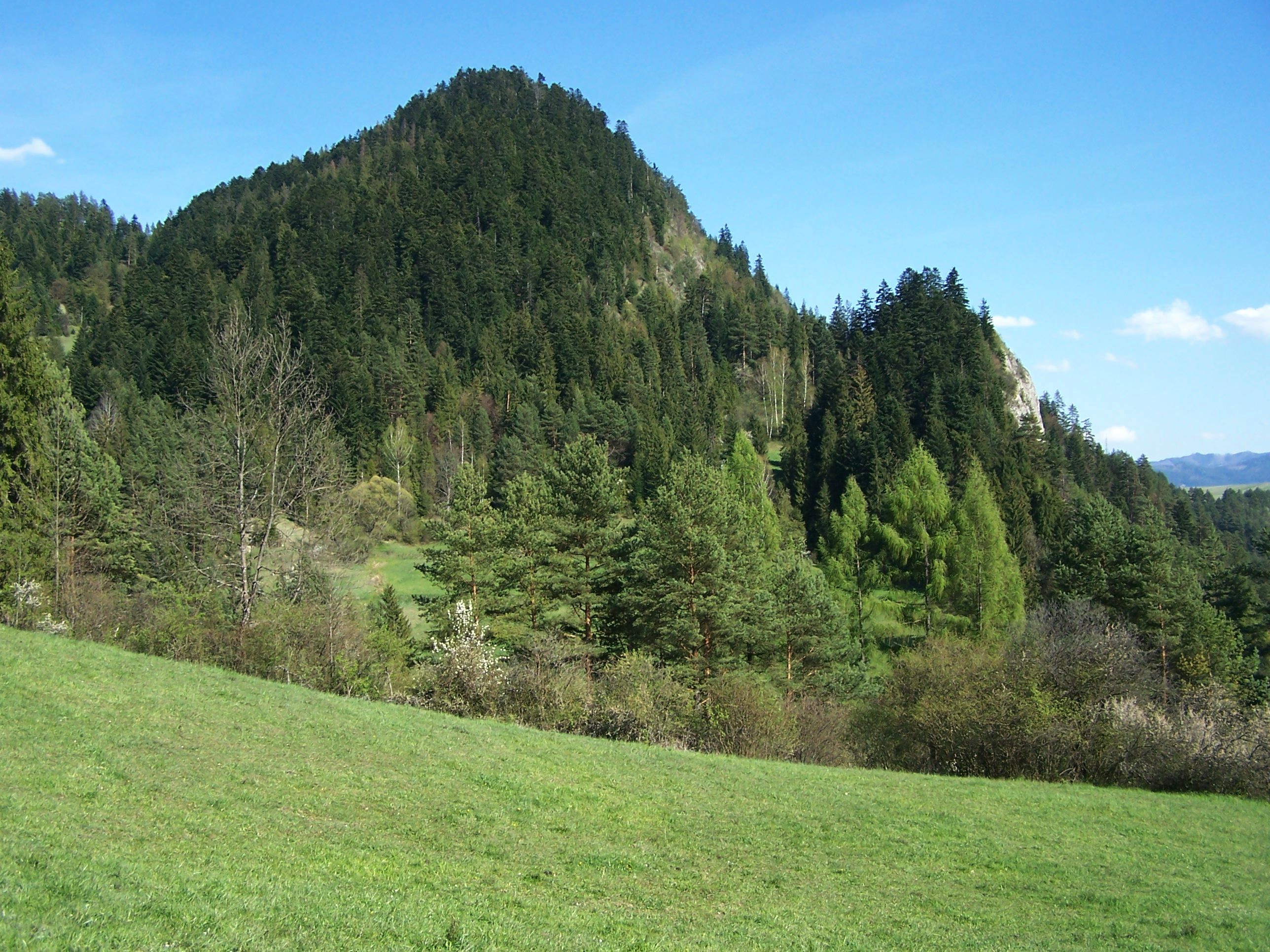
Macelowa Góra i jar Strasznego Potoku

Cała zlewnia Strasznego Potoku znajduje się w granicach wsi Sromowce Wyżne, w województwie małopolskim, w powiecie nowotarskim, w gminie Czorsztyn, jej górna część w Pienińskim Parku Narodowym. Z wszystkich pienińskich potoków Straszny Potok ma największy spadek (215 m/km). Tuż poniżej Białej Skały mostkiem przekracza go droga do Sromowiec Niżnych.
W dolinie Strasznego Potoku w 2012 i 2014 r. znaleziono stanowisko rzadkiego w Polsce storczyka dwulistnika muszego.